# سامبييردارينا
سامبييردارينا هي بلدية في جنوة، تقع على بُعد حوالي 4 كيلومترات فقط من وسط المدينة.
| دولة  | إيطالية |
| منطقة | ليغوريا |
|       |         |

## تاريخ
في الماضي كانت سامبييردارينا قرية صيد قديمة، تم تسميتها نسبة إلى كنيسة سان بيترو دي أرينا ("القديس بطرس الرمل"). خلال عصر النهضة الإيطالية، أصبحت منطقة سكنية، حيث تم بناء قصور عظيمة مثل قصر إمبراطوريالي سكاسي. طوال عصر النهضة حتى نهاية القرن الثامن عشر شاهد النبلاء من جميع أنحاء ساحل جمهورية جنوة وأعضاء آخرين من الأرستقراطية الإيطالية سامبييردارينا كوجهة للعطلات، بسبب جمالها وشاطئها الرملي ثم سيتم استبدال الساحل الرملي بميناء، بموجب سياسة "جنوة الكبيرة" في القرن العشرين. في القرن التاسع عشر، اكتسبت بلدة سامبييردارينا شهرة، أولاً بسبب بناء السكك الحديدية التي ربطت تورينو بجنوة، وثانياً نتيجة للأنشطة الصناعية المزدهرة مثل مصهر الأخوة بيليدرز وشركة تايلور وبراندي.

### الأبراج التاريخية
منطقة سامبييردارينا الساحلية في جنوة وقفت لفترة طويلة كدليل على صمود المدينة ضد التهديدات البحرية. كانت قريتها الساحلية الجميلة وشواطئها عرضة خصوصًا للهجمات من قبل قراصنة ساراسين . عبر التاريخ، بقيت سامبييردارينا خارج الأسوار المحصنة لجنوة. ومع ذلك، بين القرنين الثاني عشر والثالث عشر، اتخذت حكومة الجمهورية إجراءً حاسمًا لحماية هذا الشريط الضعيف من خلال بناء أبراج على طول الساحل.
خدمت هذه الأبراج غرضين: الدفاع عن قرية سامبييردارينا نفسها ومنع أي مهاجمين يصلون عن طريق البحر من تأسيس نقطة تمركز على الشاطئ، مما قد يشكل تهديدًا بالإمكان لأبواب جنوة. وقفت هذه الهياكل كحراس صامتين، يراقبون الساحل ويقدمون تحذيرًا مبكرًا من الخطر الوشيك.
تم بناء هذه الأبراج برؤية استراتيجية، وكانت دليلاً على قدرة جنوة البحرية والمهارة الدفاعية. رمزت هذه الأبراج لالتزام المدينة بحماية شواطئها وشعبها من مخاطر القرصنة والغزو. مع مرور الوقت، أصبحت هذه الأبراج أكثر من مجرد تحصينات؛ فهي قطع أساسية من تاريخ سامبييردارينا
اليوم لا يزال من الممكن تحديد هذه الأبراج التي لا تزيد عن ثمانية. ومع ذلك، تشير الأدلة التاريخية إلى أن هذه الأبراج كانت أكثر.
هذه هي الأبراج أكثر معروفة :

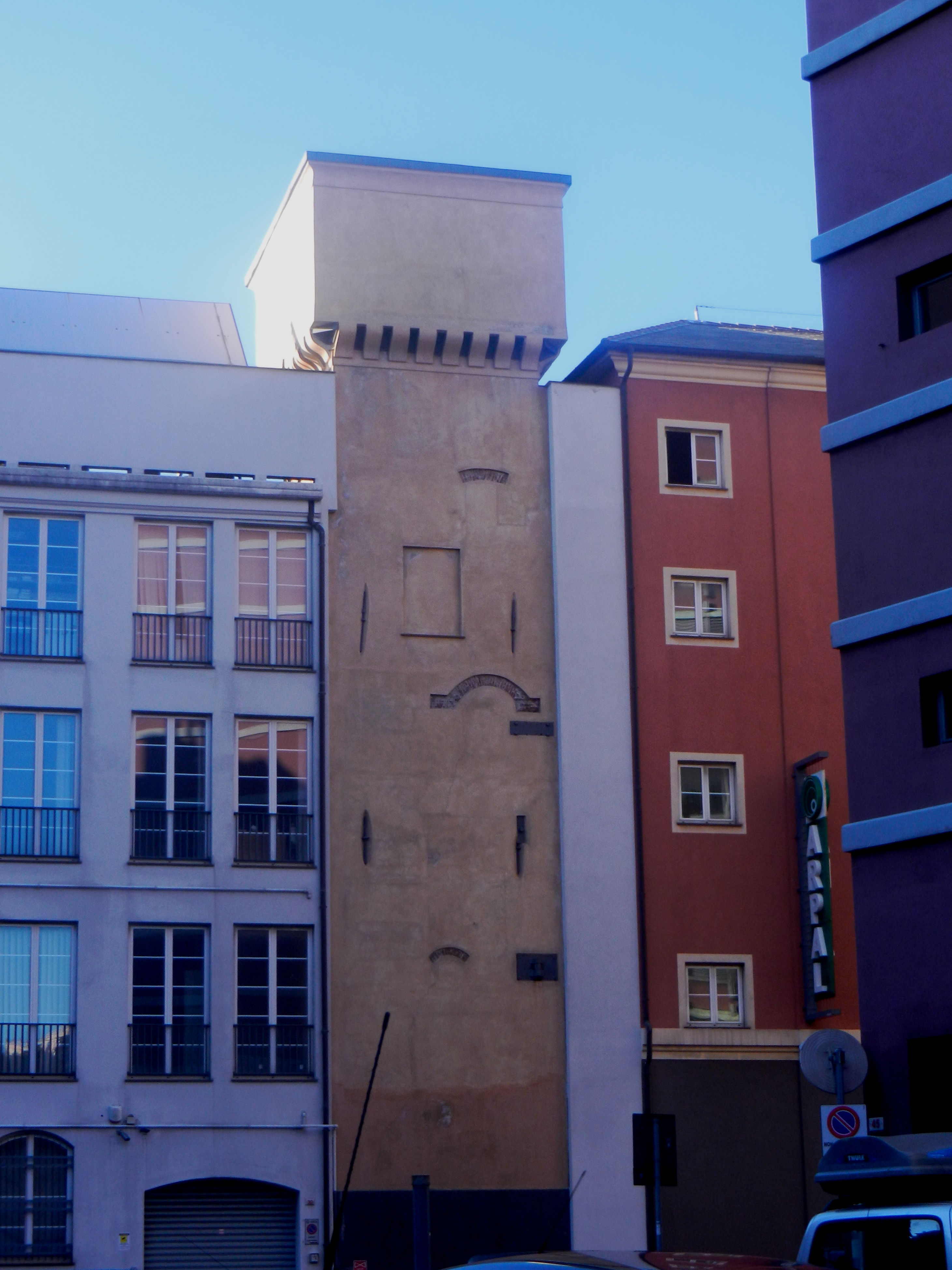
البرج ديل كانتو

1. البرج دي كابو دي فارو (الذي لا يوجد اليوم) قد تم توثيقه من لوحات من القرون الخامس عشر والسادس عشر كما يمكن رؤيته في الوثائق الفنية مثل نقش الخشب من حوالي عام 1503.[4]
2. البرج دي فيلا بالافيتشينو (الذي لا يوجد اليوم). كان قريبًا من حديقة بالافيتشينو.
3. البرج ديل لابيرينتو. ما زالت قائمة على الرغم من سوء حالة الحفظ. مخفية بين شوارع “فيا بيترو كييسا” و”بياتسا بارابينو”.
4. البرج دي فراتي، التي تأخذ اسمها من الدير المجاور للأوغسطينيين من “سانتا ماريا ديلا سيلا”، اليوم هي جزء من مبنى فيا سامبييردارينا. يمكن رؤيتها جزئيًا من “فيا بورانيلو””.
5. البرج ديل كومون، تم هدمها في عام 1852 لترك المجال للبلدية الجديدة. بقايا بعضها ما زالت مرئية.
6. البرج ديل كانتو، الموجودة في” فيا بومبريني”، تسمى بهذا الاسم نسبةً إلى "ريوني ديل كانتو"، بالقرب من المنطقة المسماة “فيومارا”. حاليًا، فهي مدمجة في مبنى صناعي

## الآثار والأماكن ذات الأهمية

### اللانتيرنا

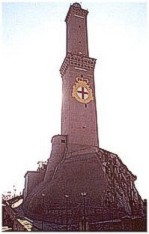
اللانتيرنا

اللانتيرنا هي منارة تم بناؤها على أنقاض برج "كابو ديل فارو". يُعتبر مرئيًا جدًا من أجزاء عديدة من المدينة. إنه من بين أقدم المنارات العاملة في العالم. يبلغ ارتفاعه 76 مترًا. تكون أشعة الضوء الخاصة به مرئية من مسافة تبلغ 33 ميلاً.

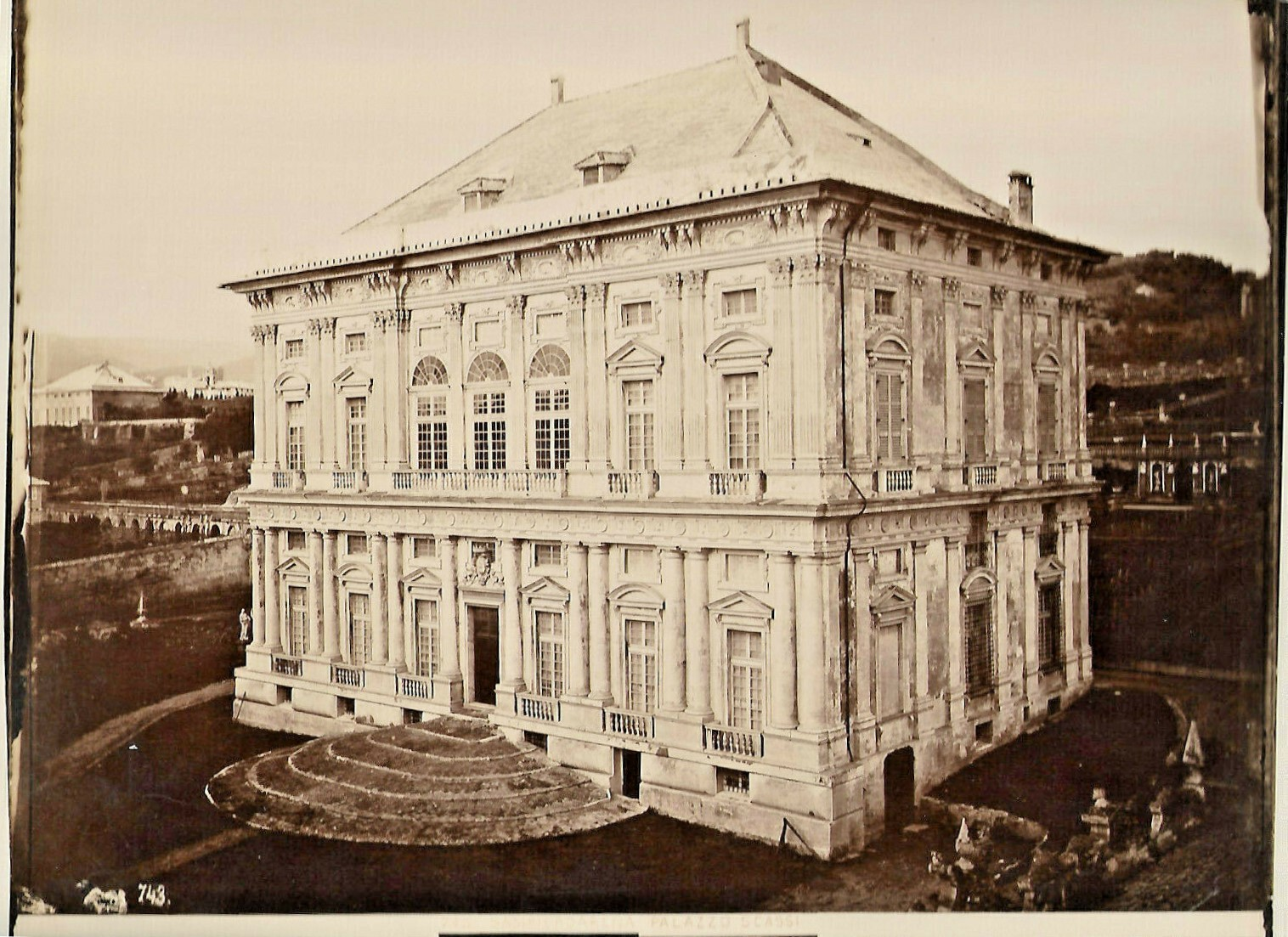
فيلا سكاسي، فيلا مهمة تقع في وسط سامبييردارينا.